# National Optical Astronomy Observatory

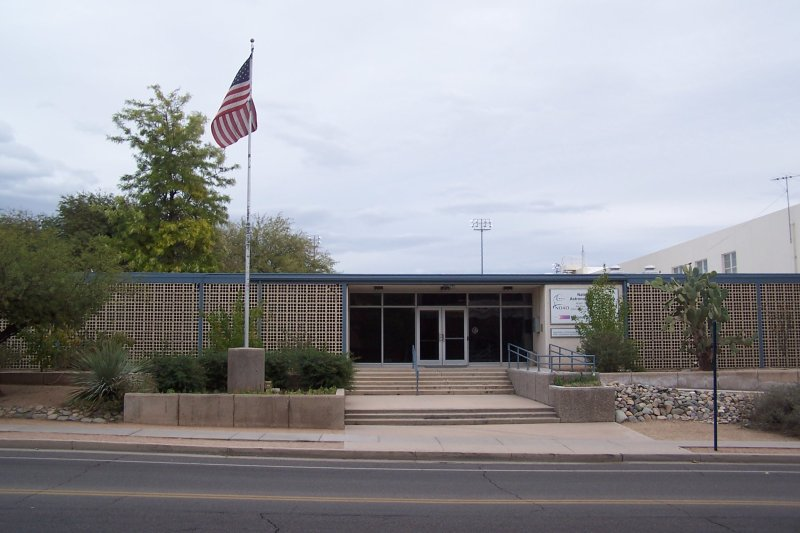
NOAO, Tucson, Arizona

National Optical Astronomy Observatory (NOAO) –
instytucja naukowa w Tucson (Arizona, USA)
powstała w 1982 roku z inicjatywy National Science Foundation w celu zapewnienia Amerykanom najlepszych warunków do obserwacji astronomicznych.
Teleskopy NOAO służą wszystkim astronomom z USA bez względu na ich afiliację.
Do grupy NOAO należą następujące obserwatoria z
Association of Universities for Research in Astronomy (AURA):
- Kitt Peak National Observatory (KPNO)
- Cerro Tololo Inter-American Observatory (CTIO)
- The National Solar Observatory (NSO)
- The NOAO Gemini Science Center (NGSC)

W NOAO powstał również informatyczny system opracowania danych astronomicznych IRAF (Image Reduction and Analysis Facility).